# Tanki Manang
Tanki Manang – gaun wikas samiti w zachodniej części Nepalu w strefie Gandaki w dystrykcie Manang. Według nepalskiego spisu powszechnego z 2011 roku liczył on 110 gospodarstw domowych i 377 mieszkańców (174 kobiety i 203 mężczyzn).